# Anomala andradei
Anomala andradei är en skalbaggsart som beskrevs av Heller 1893. Anomala andradei ingår i släktet Anomala och familjen Rutelidae. Inga underarter finns listade i Catalogue of Life.